# Pedra Branca Esporte Clube
O Pedra Branca Esporte Clube (conhecido como Pedra Branca ou ainda PBec Brasil) é um clube de futebol brasileiro com sede em Palhoça, no estado de Santa Catarina. Fundado em 17 de setembro de 2010, o Pedra Branca tem como cores o azul e o branco.
No ano de 2021 faz sua estreia em competições oficiais, disputando a 3ª Divisão do Campeonato Catarinense.